# Tina Snow
Tina Snow — второй мини-альбом американской рэперши Megan Thee Stallion. Он был выпущен 11 июня 2018 на лейблах 1501 Certified Entertainment и 300 Entertainment. Мини-альбом включает в себя сингл «Big Ole Freak». Мини-альбом был назван в честь её альтер эго «Tina Snow», на которое повлиял псевдоним Pimp C, «Tony Snow».

## Синглы
12 февраля 2018 был выпущен ведущий сингл альбома «Cocky AF». Он был спродюсирован DJ Chose и написан самой Меган Пит.
Второй сингл альбома «Big Ole Freak» был выпущен на US rhythmic contemporary radio 22 января 2019. Он дебютировал под номером 99 и достиг высшей позиции под номером 65 в американском чарте Billboard Hot 100. Сингл стал её первой песней, попавшей в чарты. 3 июня 2020 он был сертифицирован платиновым Американской ассоциацией звукозаписывающих компаний (RIAA).

## Список композиций
По данным Genius.
| №                   | Название                                | Автор(ы)                                                       | Продюсеры                     | Длительность |
| ------------------- | --------------------------------------- | -------------------------------------------------------------- | ----------------------------- | ------------ |
| 1.                  | «WTF I Want»                            | DJ Chose Megan Thee Stallion                                   | DJ Chose                      | 2:17         |
| 2.                  | «Hot Girl»                              | DJ Chose Megan Thee Stallion                                   | DJ Chose                      | 3:16         |
| 3.                  | «Good At»                               | Megan Thee Stallion                                            | MCV                           | 3:50         |
| 4.                  | «Freak Nasty»                           | Megan Thee Stallion                                            | LilJuMadeDaBeat               | 2:53         |
| 5.                  | «Cognac Queen»                          | Megan Thee Stallion                                            | MCV                           | 3:42         |
| 6.                  | «Neva»                                  | Megan Thee Stallion                                            | LilJuMadeDaBeat               | 2:35         |
| 7.                  | «Big Ole Freak»                         | Megan Thee Stallion                                            | LilJuMadeDaBeat               | 3:34         |
| 8.                  | «Tina Montana»                          | Megan Thee Stallion                                            | LilJuMadeDaBeat               | 2:51         |
| 9.                  | «Make a Bag» (при участии Moneybagg Yo) | LilJuMadeDaBeat RamyOnTheBeat Moneybagg Yo Megan Thee Stallion | RamyOnTheBeat LilJuMadeDaBeat | 2:16         |
| 10.                 | «Cocky AF»                              | Megan Thee Stallion                                            | DJ Chose                      | 2:57         |
| Общая длительность: | Общая длительность:                     | Общая длительность:                                            | Общая длительность:           | 30:11        |

## Творческая группа
По данным Genius.
- Megan Thee Stallion — вокал, автор песен
- Moneybagg Yo — приглашённый исполнитель
- DJ Chose — продюсер, автор песен
- LilJuMadeDaBeat — продюсер, автор песен
- MCV — продюсер
- RamyOnTheBeat — продюсер, автор песен

## Чарты
| Чарт (2019)         | Высшая позиция |
| ------------------- | -------------- |
| США (Billboard 200) | 166            |